# 八鶴館
八鶴館（はっかくかん）は、千葉県東金市にある八鶴湖の湖畔に1885年（明治18年）に創業された割烹旅館の建物。国登録有形文化財。

## 歴史
1885年（明治18年）に旅館として開業。一時期は千葉の三大旅館と称された。
2006年からは日本料亭八鶴亭として営業を続けていた。しかし、2019年秋の台風で建物の一部が損傷し、その後の新型コロナウイルスの感染拡大の影響で2021年3月に料亭も廃業となった。
建物保存のため地元住民により市民団体「みんなの八鶴館」が結成された。2021年5月より建物の一部が貸し出され、「レイクサイドレストラン八鶴亭」として営業していたが、2023年7月31日をもって閉店した。現在はイベントスペース、ハウススタジオとして貸し出されている。

## 建物
本館や旧館など六棟からなり、屋久杉を使用した格天井や石造りのような外壁をもつ。2009年4月28日に本館、新館、宿泊館、浴室棟、ビリヤード棟の建物五棟が国の登録有形文化財に登録されている。
本館
昭和前期に建築された木造2階建の入母屋造桟瓦葺屋根の建物
新館
1937年（昭和12年）に建築された木造3階建の入母屋造桟瓦葺屋根の建物
宿泊館
1918年（大正7年）頃に建築された木造2階建の寄棟造桟瓦葺屋根の建物
浴室棟
昭和前期に建築された木造平屋建の寄棟造桟瓦葺屋根の建物
ビリヤード棟
昭和前期に建築された木造平屋建の寄棟造の建物